# 四象

由左上順時針方向：北方玄武、東方青龍、南方朱雀、西方白虎。

四象出自《周易繫辭傳》：「易有太極，是生兩儀，兩儀生四象，四象生八卦，八卦定吉凶，吉凶生大業」。後世解經，將四象解釋為四時、五行配震、離、兌、坎四卦，或者少陽 ⚎、老陽 ⚌、少陰 ⚍、老陰 ⚏。
四象又指中國古代天文學中，象徵四方星象的四種靈獸：東方青龍、南方朱雀、西方白虎和北方玄武。

## 易傳
《周易繫辭傳》：「易有太極，是生兩儀，兩儀生四象，四象生八卦，八卦定吉凶，吉凶生大業。」對易傳「四象」一詞的解釋，有幾種說法：
- 李鼎祚《周易集解》引虞翻曰：「四象，四時也。兩儀，謂乾坤也。乾二五之坤，成坎、離、震、兌。震春、兌秋、坎冬、離夏，故兩儀生四象。」
- 孔穎達《周易正義》曰：「金木水火，稟天地而有，故云兩儀生四象，土則分王四季，又地中之別，故唯云四象也。……震木、離火、兌金、坎水，各主一時。 」
- 朱熹《周易本義》曰：「兩儀者，始為一畫，以分陰陽。四象者，分為二畫，以分太少。」《周易啟蒙》曰：「兩儀之上，更生一奇耦，而為二畫者四，是為四象。其位則太陽一、少陰二、少陽三、太陰四。其數則太陽九、少陰八、少陽七、太陰六。」《朱子語類．易．繫辭傳》曰：「再於一奇畫上加一耦，此是陽中之陰；又於一奇畫上加一奇，此是陽中之陽，又於一耦畫上加一奇，此是陰中之陽；又於一耦畫上加一耦，此是陰中之陰，是謂四象。」在《朱子語類．卷一三七．戰國漢唐諸子》說：「易中只有陰陽奇耦，便有四象：如春為少陽，夏為老陽，秋為少陰，冬為老陰。」

虞說釋四象為四季，配以震、離、兌、坎四卦，釋兩儀為乾卦、坤卦。孔說釋四象為五行之木、火、金、水，土旺四季、方位居中，不入四象，釋兩儀為天地。朱說釋四象為少陽、老陽、少陰、老陰，可配四季，釋兩儀為陽爻、陰爻。

## 天文學

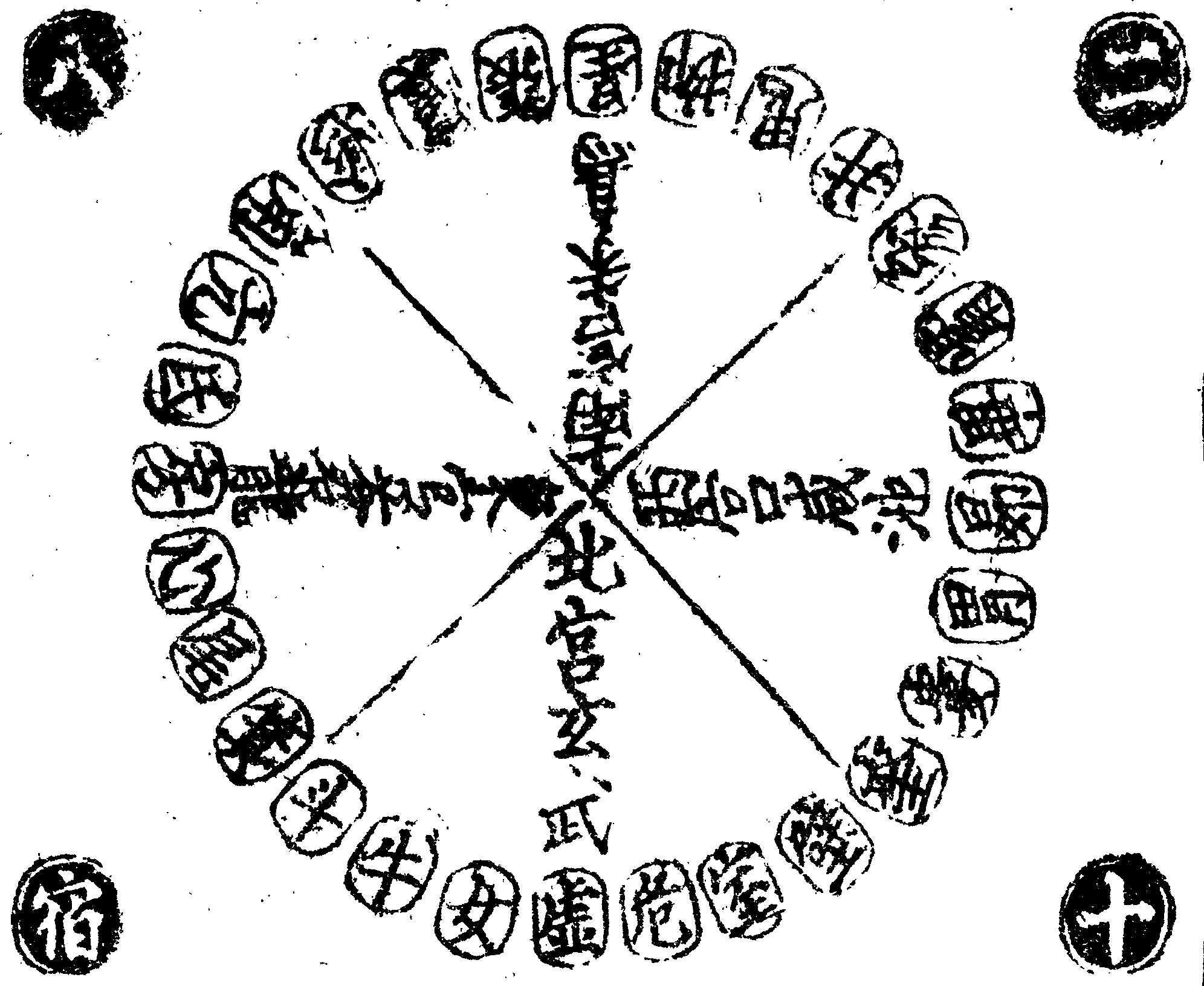
元《事林廣記》中的二十八宿圖，该图即将二十八宿分属四象

在中國天文學中，指将二十八宿劃分為朱雀、玄武、青龍和白虎四个星象。這樣的稱呼方式見於《雲笈七籤》：「夫四象者乃青龍、白虎、朱雀、玄武也」。這四種靈獸，即四獸，又稱為「天之四灵」，並由方位中的「中央」的神獸—黃龍所統御。四獸時常被運用於戰場上的軍列，成為打仗時的保護神。在道教的北帝經典中，青龍號為「孟章神君」，白虎號為「監兵神君」，朱雀號為「陵光神君」，玄武號為「執明神君」。
考古發現6500年前的河南濮阳西水坡仰韶文化遗址中的星象圖，該星圖被解釋為是龍、虎、鳥、麒麟（也有人說是鹿）的圖像。有人據此和漢壁畫墓認為北方最初是麒麟，後來變為玄武。轉變原因是星象的代表星官發生變動，鹿形動物以室宿、壁宿為原形，龜蛇以虛宿、危宿為原形。
《考工記》二十八宿旗幟的動物象徵，是用龍、鳥、熊（鄭注說熊虎）、龜蛇。
中國傳統方位是以南方在上方（坐北朝南），和現代以北方在上方不同，所以描述四象方位，又會說前朱雀（南）、後玄武（北）、左青龍（東）、右白虎（西）、來表示，並與五行在方位（南火北水，東木西金，中央土）上相呼應。

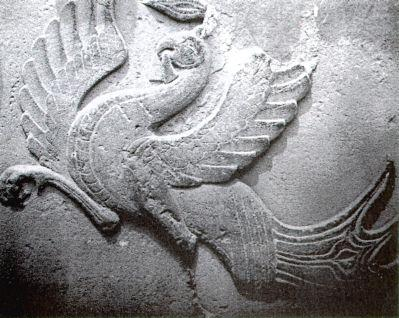
朱雀
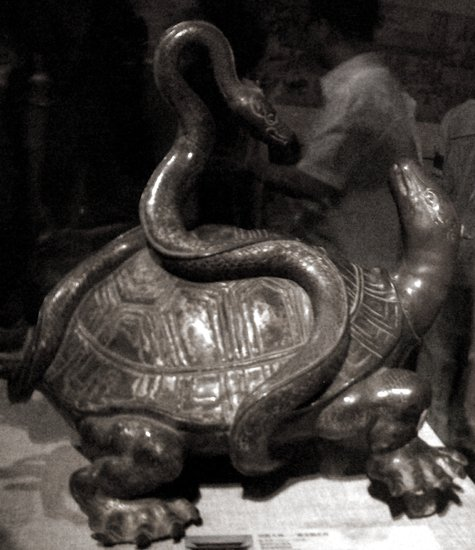
玄武
青龍
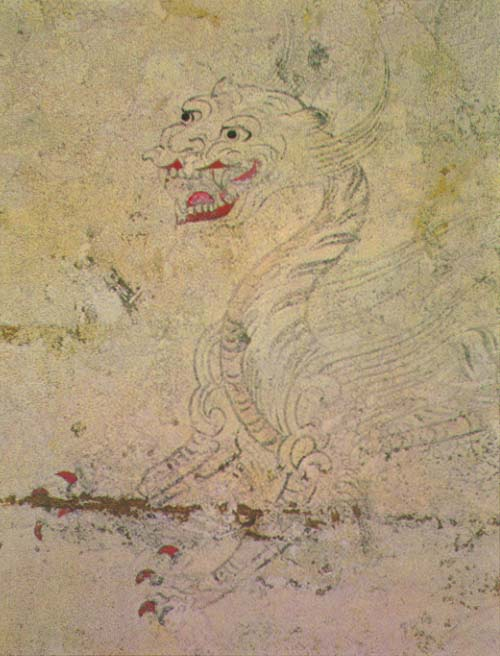
白虎

## 北美原住民的四方
北美東南部的原住民認爲，東方為赤色，南方為白色，西方為黑色，北方為青色。和漢族的正好旋轉90度。

## 流行文化中的四獸
四方神獸時常出現在日本動畫、日本漫畫和電玩遊戲等流行文化。
- 夢幻遊戲 玄武開傳、夢幻遊戲 白虎仙記、夢幻遊戲
- 戰鬥陀螺
- 數碼寶貝
- 幻塔
- 成為星星的少女